# Bezirksrabbinat Jebenhausen
Das Bezirksrabbinat Jebenhausen entstand 1832 in Jebenhausen in Württemberg und war eines von 13 Bezirksrabbinaten, die auch als Bezirkssynagogen bezeichnet wurden. Das Bezirksrabbinat wurde nach 1868 nach Göppingen verlegt.

## Geschichte
Durch einen Erlass des Ministeriums des Innern vom 3. August 1832 wurden nach der Zusammenlegung oder Auflösung verschiedener jüdischer Gemeinden die nun insgesamt 41 Kirchengemeinden in 13 Bezirksrabbinate eingeteilt. Jebenhausen wurde Sitz eines Rabbinatsbezirks, da dort eine große jüdische Gemeinde bestand, die 1839 539 Mitglieder hatte (Gesamteinwohnerzahl 1154). Die Bezirksrabbinate waren der ebenfalls 1832 geschaffenen Oberkirchenbehörde unterstellt.

## Aufgaben
Die Aufgaben umfassten den Vollzug der landesherrlichen Verordnungen, die Verkündigung und den Vollzug der Verordnungen der Oberkirchenbehörde, Beratungen über Schulangelegenheiten, die Verwaltung von Stiftungen und die Verteilung von Almosen. Zur Finanzierung der Bezirksrabbinate wurden Umlagen von den einzelnen jüdischen Gemeinden bezahlt.

## Gemeinden des Rabbinatsbezirks
- Jüdische Gemeinde Jebenhausen

## Bezirksrabbiner
- 1809 bis 1834 Maier Levi
- 1836 bis 1840 Abraham Wälder (Rabbinatsverweser)
- 1840 bis 1844 Maier Hirsch Löwengart
- 1844 bis 1868 Max Herz